# Guilherme Winter
Guilherme Winter Nóbrega de Almeida (San Paolo, 1979) è un attore brasiliano.

## Biografia
Da ragazzo ha imparato a suonare il violino e ha cantato in una band. Ha poi svolto le attività di illustratore e scenografo. 
Diventato attore nel 2006, ha lavorato al cinema, in teatro e in televisione dove ha preso parte alla telenovela Cobras & Lagartos. Ha ottenuto grande fama, anche all'estero, per aver dato volto a Mosè nella telenovela Os Dez Mandamentos (la più fortunata delle produzioni di Rede Record, avendo anche fatto registrare in Brasile ascolti superiori a quelli delle telenovelas trasmesse in quel periodo da TV Globo)  e nel film omonimo.
Nel 2018 ha impersonato Giuda Iscariota nella telenovela Jesus.
Nel 2020 ha lavorato nel telefilm Maldivas.

## Vita privata
Nei primi anni duemila la vita di Winter, all'epoca ancora sconosciuto al grande pubblico, è stata stravolta da due grandi dolori, sfociati anche in una seria depressione: dapprima il rapimento della figlioletta Sabrina, avvenuto nell'ospedale in cui era appena nata, ad opera di una donna travestita da infermiera che dopo averla prelevata ha fatto sparire le proprie tracce; poi la morte della compagna, madre della piccola. A tutt'oggi non si sa nulla sulla sorte di Sabrina.
Nel 2015 Winter ha sposato la collega Giselle Itié, con la quale aveva lavorato in Os Dez Mandamentos. Nel 2020 è nato l'unico figlio della coppia, che ha divorziato lo stesso anno.